# Emanuel Birke
Gustaf Emanuel Birke (i riksdagen kallad Birke i Rönninge), född 11 november 1893 i Överjärna församling, Stockholms län, död 4 juni 1965 i Salem, var en svensk grosshandlare och riksdagspolitiker i Högerpartiet.
Birke var landstingsman från 1931 och var ledamot av riksdagens andra kammare 1940–1955 i Stockholms läns valkrets. Han invaldes därefter till riksdagens första kammare som han tillhörde 1956–1962 för Stockholms läns och Uppsala läns valkrets.
Han var far till professor Gunnar Birke (1920–2004).